# Ак Торна
«А́к Торна́» («Белый журавль») — международный конкурс переводов тюркоязычной поэзии. Учреждён в 2011 году. Место проведения — Уфа.

## О конкурсе
«Ак Торна» — конкурс для переводчиков с тюркских языков. Конкурс призван познакомить широкий круг любителей поэзии с переводами поэтических произведений. На конкурс принимаются переводы на русский язык поэтических произведений, оригинал которых написан на любом из языков тюркской группы. Организаторами конкурса являются телеканал «Культура», министерство культуры Республики Башкортостан, союз писателей Республики Башкортостан, «Имидж-консультант», а также уфимские журналы «Бельские просторы» и «Агидель».

## Состав жюри

### Состав жюри 2011
В состав жюри входят поэты, переводчики, литературные деятели.
- Вера Павлова — председатель жюри[4]
- Бахыт Кенжеев[4]
- Лариса Керчина[4]
- Борис Марковский[4]
- Марсель Гафуров[4]
- Сергей Матюшин[4]

### Состав жюри 2012
- Бахытжан Канапьянов — председатель жюри
- Анна Дыбо — лингвист, тюрколог, член-корреспондент РАН, доктор филологических наук
- Марсель Салимов — писатель-сатирик, поэт, член Союза писателей России
- Анастасия Ермакова — шеф-редактор отдела национальных литератур «Литературной газеты»
- Вадим Муратханов — один из основателей объединения «Ташкентская поэтическая школа», альманаха «Малый шелковый путь» и Ташкентского открытого фестиваля поэзии

## Цели и задачи конкурса
- Укрепление культурных связей и взаимопонимания между народами, межнационального мира и согласия.
- Развитие и поддержка национальной литературы.
- Привлечение внимания к авторам, пишущим на тюркских языках.
- Поддержка талантливых переводчиков.

## Символика конкурса
На логотипе конкурса изображены два танцующих журавля. Композиционно рисунок напоминает традиционные орнаменты тюркских народов. Крылья журавлей переплетены в форме солнца и полумесяца и символизируют единение и взаимопроникновение двух культур: Запада и Востока, Европы и Азии.